# Шахта «Юнком»
ДП Шахта «Юний комунар» («Юнком») — історична шахта в місті Бунге, Єнакієвської міськради, Донецької області. Підпорядковувалась виробничому об'єднанню «Орджонікідзевугілля». Зараз шахта закрита.
Стала до ладу в 1912 році. У 1914 році тут уперше на Донбасі для видобутку вугілля був застосований відбійний молоток. Первинна назва — Рудник Бунге.

## Шахта в кінці XX ст.
Фактичний видобуток 1446/330 т/добу (1990/1999). Максимальна глибина 716/821 м (1990/1999). Протяжність підземних виробок 84,3/28,9 км (1990/1999). У 1990/1999 р. розроблялися пласти середньою потужністю 0,67—1,32 м, кути падіння 67/66°. Кількість працюючих (підземних) 1755/662 чол. (1990/1999).
У 1979 році, з метою запобігання частим викидам вугілля та породи, у шахті на глибині 903 м між вугільними пластами «Дев'ятка» та «Цегельний» здійснено підземний ядерний вибух — Об'єкт «Кліваж».

## Перспективи музеєфікації шахти
У 2010 рр. існують проєкти створення на базі шахти «Юнком» музею техніки Український техноленд.

## Небезпека затоплення шахти
Небезпека затоплення шахти «Юнком», де провели атомно-вибуховий експеримент «Кліваж», занепокоїла екологів наприкінці XX ст.. Згідно з доповіддю Міністра екобезпеки Василя Шевчука, затоплення шахти може призвести до радіоактивного забруднення підземних вод.
2018 року адміністрація самопроголошеної ДНР, під контролем якої перебувало м. Єнакієве, вирішила затопити шахту «Юнком». 
Цю інформацію також підтвердила Спеціальна моніторингова комісія ОБСЄ
Державний департамент Сполучених Штатів Америки висловив стурбованість інформацією, передану міжнародними спостерігачами ОБСЄ, про наміри бойовиків на Донбасі затопити шахту, де відбувся ядерних вибух. Про це написала речник Держдепу Хізер Ноєрт. Українські фахівці попереджають про масштабну екологічну небезпеку затоплення шахти Юнком. За словами гідрогеолога, доктора технічних наук Євгена Яковлєва, активність сховища на сьогодні знизилась приблизно удвічі у порівнянні з 1979 роком, оскільки основними продуктами вибуху є цезій і стронцій з періодом напіврозпаду близько 30 років. З моменту вибуху минуло майже 40. «За оцінками, одразу після вибуху активність сховища була 100 кюрі, зараз ми можемо говорити про близько 50 кюрі». Вміст радіоактивних речовин у шахтній воді справді зросте, під загрозою радіаційного зараження опиняться басейни річок Сіверський Донець і Кальміус, а також Азовське море. Це може торкнутися не лише Донбасу, а і Дніпропетровської, Запорізької та Харківської областей.
Як повідомив голова делегації Верховної Ради України в ПА ОБСЄ Микита Потураєв у своєму виступі на засіданні Парламентської асамблеї у Відні, станом на початок 2020 року шахта «Юнком» затоплена радіоактивною водою.
Влітку 2024 року вчені повідомили, що сумарна концентрація радіонуклідів у водоносних горизонтах прилеглої території при заборі на відстані 5 км від шахти «Юний комунар» («Юнком») становила 20-34*103 Бк/кг. Це означає, що заражена вода добралася до горизонтів питної.